# Ponta da Fragata
Ponta da Fragata är en udde i Kap Verde.   Den ligger i kommunen Sal, i den nordöstra delen av landet, 200 km norr om huvudstaden Praia.
Terrängen inåt land är platt. Havet är nära Ponta da Fragata åt sydost. Närmaste större samhälle är Santa Maria, 5,8 km söder om Ponta da Fragata. 